# Thor (comics)
Pour les articles homonymes, voir Thor (homonymie).
Thor Odinson, alias Thor est une divinité et un super-héros évoluant dans l'univers Marvel de la maison d'édition Marvel Comics. Créé par l'éditeur Stan Lee, le scénariste Larry Lieber et le dessinateur Jack Kirby, le personnage de fiction apparaît pour la première fois dans le comic book Journey into Mystery (vol. 1) #83 en août 1962.
Le personnage de Thor est basé sur son homologue de la mythologie nordique. L'asgardien est connu pour être l'un des membres fondateurs et équipier récurrent des Vengeurs. Il a été le personnage titre de plusieurs séries régulières ainsi que de séries limitées.
Il apparaît dans de nombreux produits dérivés : séries d'animation et jeux vidéo. Au cinéma, il est interprété par Chris Hemsworth dans plusieurs films de l'univers cinématographique Marvel.

## Historique de la publication

### Version originale
Thor est un personnage créé par Stan Lee et Jack Kirby dans le comic book Journey into Mystery #83, qui porte comme date de parution août 1962, édité par Marvel Comics. Jack Kirby dessine les sept premiers épisodes (qui comptent alors 13 pages) avant de laisser la main à Don Heck, Joe Sinnott ou Al Hartley ; Stan Lee propose toujours les bases des histoires mais c'est son frère, Larry Lieber, qui le plus souvent rédige les scénarios. À partir du numéro 97, Kirby revient sur ce comics mais pour dessiner une série complémentaire à celle de Thor, intitulée Tales of Asgard. Cette série présente les aventures de Thor dans l'univers asgardien avant qu'il ne s'incarne sur Terre en Don Blake. Puis, à partir du numéro 101, le duo Lee – Kirby reprend en main la série principale de Thor. C'est à Jack Kirby que l'on doit la création de personnages hauts en couleur, comme les extraterrestres colonisateurs Rigelliens, les chevaliers de Wundagore, et la belle Sif, la déesse guerrière.

Le personnage de Thor a un tel succès que Journey into Mystery est renommé The Mighty Thor.

Au numéro 126, Journey into Mystery devient The Mighty Thor en reconnaissance de la popularité du personnage. Les histoires, de plus en plus cosmiques et épiques, doivent beaucoup à l'aspect visionnaire du dessin de Kirby. Vince Colletta, qui a commencé par encrer les épisodes de Tales of Asgard à partir du numéro 106, devient l'encreur de la série à partir du numéro 116.
Le dernier numéro signé Jack Kirby est le 179 d'août 1970. Après son départ chez DC Comics, il est remplacé par Neal Adams pour deux numéros, 180 et 181. John Buscema prend la succession du titre et la conserve jusqu'au numéro 259 de mai 1977. Stan Lee fait son possible pour conserver le souffle épique de la série, mais il est remplacé par le scénariste Gerry Conway à partir du no 194. Len Wein devient scénariste de la série à partir du numéro 242 de décembre 1974 et John Buscema est remplacé par Walter Simonson à partir du numéro 260 de juin 1977. Le passage entre les deux dessinateurs sera facilité par l'apport de Tony DeZuniga qui travaille à la finition des planches.
Le numéro 272 de juin 1978 marque l'arrivée de Roy Thomas au scénario et le retour de John Buscema. Keith Pollard prend la place de Buscema à partir du numéro 286, après avoir déjà remplacé quelquefois Buscema.
Le numéro 300 d'octobre 1980 voit l'arrivée du duo de scénaristes Mark Gruenwald et Ralph Macchio, remplacés par Doug Moench au numéro 308. Keith Pollard quitte la série au numéro 320 pour être remplacé par Alan Kupperberg ou Greg Larocque, et au scénario, Len Wein ou Roy Thomas. Ce dernier parvient à relier les dieux nordiques aux différents panthéons mis en scène dans l'univers Marvel, et à expliquer le Ragnarök (le crépuscule des Dieux) sans contredire ni la légende, ni la continuité de la bande dessinée. Pendant quelques épisodes, Alan Zelenetz écrit le scénario à partir du 329 et les dessinateurs se succèdent : Herb Trimpe, Bob Hall (en), Don Perlin et Mark D. Bright, sans qu'aucun ne sorte du lot.
À cette époque (1983), Thor n'est plus le succès qu'il a été. Le dessinateur et scénariste Walter Simonson s'attelle donc à la tâche, avec une carte blanche pour relancer les ventes. Il reprend la série à partir du numéro 337 et reste jusqu'au numéro 380 pour le dessin et le 382 pour le scénario. Il crée à cette occasion Beta Ray Bill, un extraterrestre qui, parce qu'il en est digne, parvient à se saisir du marteau Mjöllnir et devient une nouvelle incarnation de Thor,. Les récits écrits par Simonson voient une mission commando des dieux nordiques en Enfer, et la transformation de Thor en grenouille dans une parodie de la Batrachomyomachia d'Homère,.
Ses successeurs, Tom DeFalco au scénario et Ron Frenz au dessin, reviennent à une formule plus classique, directement copiée sur la période Lee / Kirby du numéro 383 au 459. Durant cette période, au début des années 1990, ils lient Thor à un nouvel alter-ego, Éric Masterson. Suivent les épisodes scénarisés par Jim Starlin et Ron Marz et dessinés par Bruce Zick (du 460 au 469) remplacé par M.C. Wyman, qui donnent une version moderne du thème du Berserker.
Roy Thomas est de nouveau scénariste à partir du numéro 471 et reprend les lignes narratives abandonnées lors de son précédent passage. Mike Deodato Jr. au dessin et Warren Ellis au scénario arrivent au numéro 491 mais, dès le numéro 495, William Messner-Loebs remplace Ellis et se charge de clore le volume I de la série au numéro 502. Après cet épisode, le comic book Thor reprend son nom original Journey Into Mystery et présente les aventures des Lost Gods en mettant en scène Loki, Odin, Reed Norvell, etc., du numéro 503 au 513 (les épisodes suivants ne concernent plus les Asgardiens mais Shang-Chi, la Veuve noire et Hannibal King). Le personnage de Thor apparaît seulement dans The Avengers (volume II) qui fait partie des comics relancés sous l'appellation Heroes Reborn.

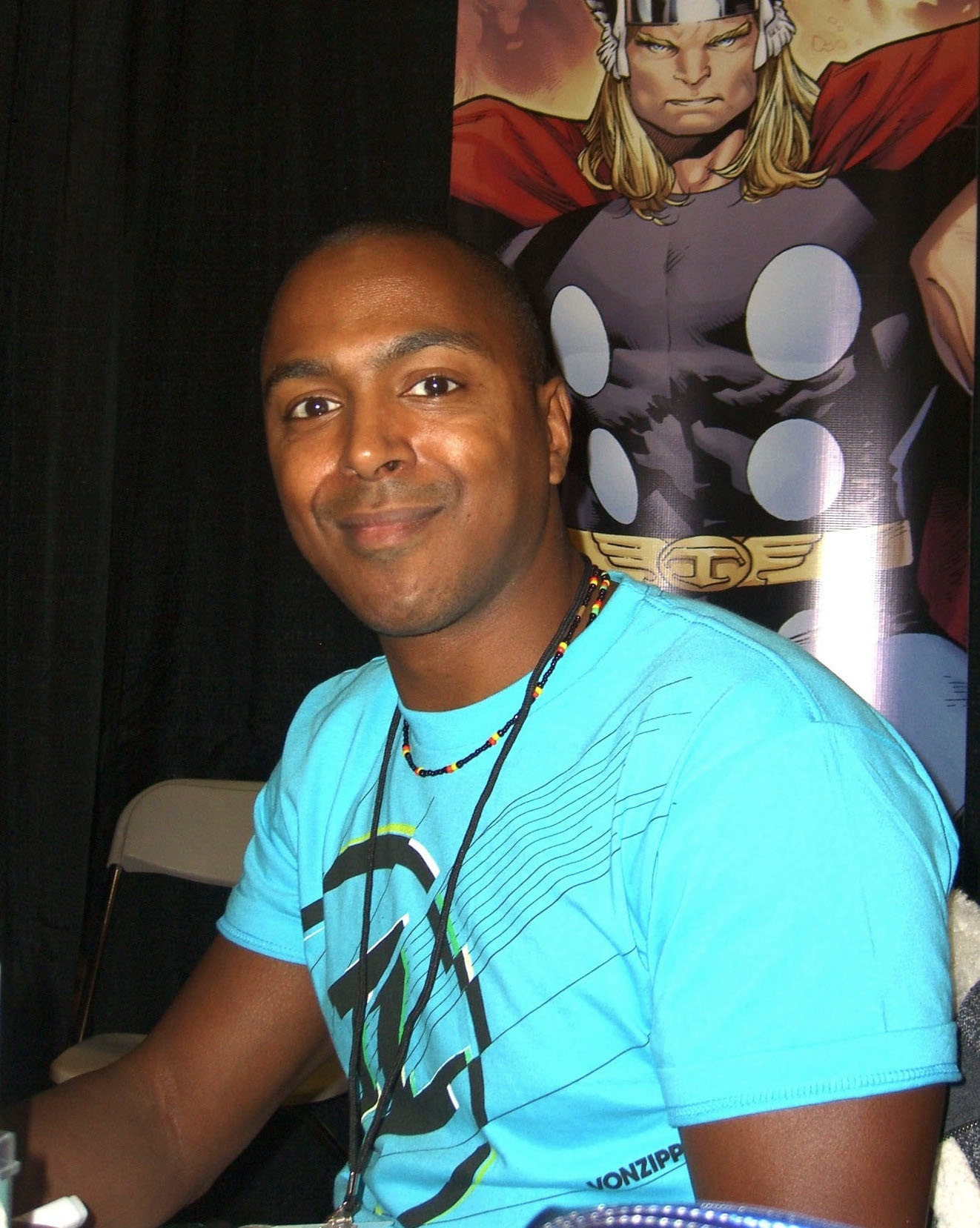
Le dessinateur français Olivier Coipel a participé à la relance du personnage en 2007. L'affiche du fond représente Thor.

En juin 1998, c'est Dan Jurgens qui est chargé de la relance du titre, dont il assure plusieurs dizaines de numéros en tant que scénariste, en tandem avec plusieurs dessinateurs, dont John Romita Jr, Andy Kubert, Tom Raney ou Stuart Immonen.
En août 2004, Dan Jurgens laisse la place à Michael Avon Oeming et Daniel Berman, tandis que le dessin est assuré par Andrea Divito. Cette équipe raconte sur six numéros le Ragnarök, qui voit la mort de Thor au numéro 85, dernier de la série, en décembre 2004.
En 2006, la série Fantastic Four illustre la chute de Mjöllnir sur Terre. En septembre 2007, la troisième série Thor débute, avec au scénario Joseph Michael Straczynski et aux dessins le français Olivier Coipel en alternance avec l'allemand Marko Djurdjevic. Ce troisième volume compte 12 numéros, car ce qui aurait dû être le treizième est numéroté 600 ; la distinction en volume étant annulée pour aboutir à ce numéro anniversaire élevé,. Le personnage possède une nouvelle apparence qui est reprise par d'autres dessinateurs de Thor et inspire la version cinématographique.
Kieron Gillen et Billy Tan prennent la relève à partir du numéro 604, puis Matt Fraction au scénario et Pasqual Ferry au dessin prennent la série en charge jusqu'au numéro 621, qui marque la fin de la série en avril 2011 avant d'être relancée le mois suivant sous le titre The Mighty Thor. Pour la relance de la série, qui vise à attirer les spectateurs du film Thor, Matt Fraction est assisté par Olivier Coipel, puis par Pascual Ferry.
L'annonce et la sortie du film Thor se sont également accompagnées de plusieurs mini-séries de comics durant la période de 2010 à 2011 : Iron Man/Thor de Dan Abnett et Andy Lanning,, Thor: First Thunder de Bryan J. L. Glass et Tan Eng Huat, Thor: The Mighty Avenger de Roger Langridge et Chris Samnee et Thor: For Asgard de Robert Rodi et Simone Bianchi.

### Versions françaises et québécoises
En France, les aventures de Thor ont été publiées par Arédit dans Eclipso à partir du numéro 15, puis en 1977 dans la revue Thor (Collection Flash) du no 1 au 27 — d'abord en petit format, avant de passer en albums couleurs, puis de revenir au petit format noir et blanc et de finir en grand format couleurs de moins bonne qualité.
Le personnage était cependant déjà apparu dans des épisodes d'autres séries Marvel, publiées aux Éditions Lug. Quand les Éditions Lug reprirent le titre, elle le publièrent dans Ombrax-Saga, puis dans une version intégrale à son nom.
Depuis la reprise du catalogue Marvel par Panini Comics, la série a été publiée dans Avengers, Thor, et Marvel Elite. Les derniers épisodes du volume II ont été traduits dans la collection Monster édition, puis dans Marvel Icons hors-série no 1. Des mini-séries consacrées au personnages furent publiées dans la collection 100 % Marvel et dans Marvel Mega no 28.
Au Québec les éditions Héritage publient Le Puissant Thor de juillet 1972 à octobre 1984 dans un grand format noir et blanc.

## Biographie du personnage

### Jeunesse
Thor est le fils du roi des Asgardiens Odin et de la déesse de la terre Gaea. Il est élevé par sa mère adoptive Frigga, l'épouse d'Odin aux côtés de Loki, qui avait été adopté par Odin après que son père, le géant des glaces Laufey, a été tué au combat. Pendant toute leur enfance, Loki est jaloux de Thor. La jalousie de Loki, qui s'est transformée en haine, aboutit à un désir de tuer Thor. Ainsi commence l'inimitié de Loki pour Thor, qui persiste pendant de nombreux siècles,.
Au cours de son enfance, Thor apprend à être un guerrier et grandit en popularité parmi son peuple. Odin déclare que Mjolnir, un marteau enchanté, sera offert à son fils le jour où il en serait digne. Pendant des années, Thor s’entraîne pour être assez fort physiquement pour le manier, et il devient un héros. Finalement, arrivé au milieu de l'adolescence, Odin l'envoie avec Balder et Sif dans une quête pour prouver que son cœur est pur. Lorsqu'il reçoit le marteau, il devient le dieu nordique de la foudre et le plus grand guerrier d'Asgard.
Thor a de nombreuses aventures et commence à devenir fier. Il rompt un traité de paix avec les géants des glaces, au risque de déclencher une guerre. Pour punir l'arrogance de son fils, Odin décide que Thor a besoin d'une leçon d'humilité. Il l’envoie sur Terre (nommée Midgard par les dieux scandinaves), efface sa mémoire et l’enferme dans le corps du mortel Donald Blake, un médecin infirme et timide,.

### Dieu et super-héros

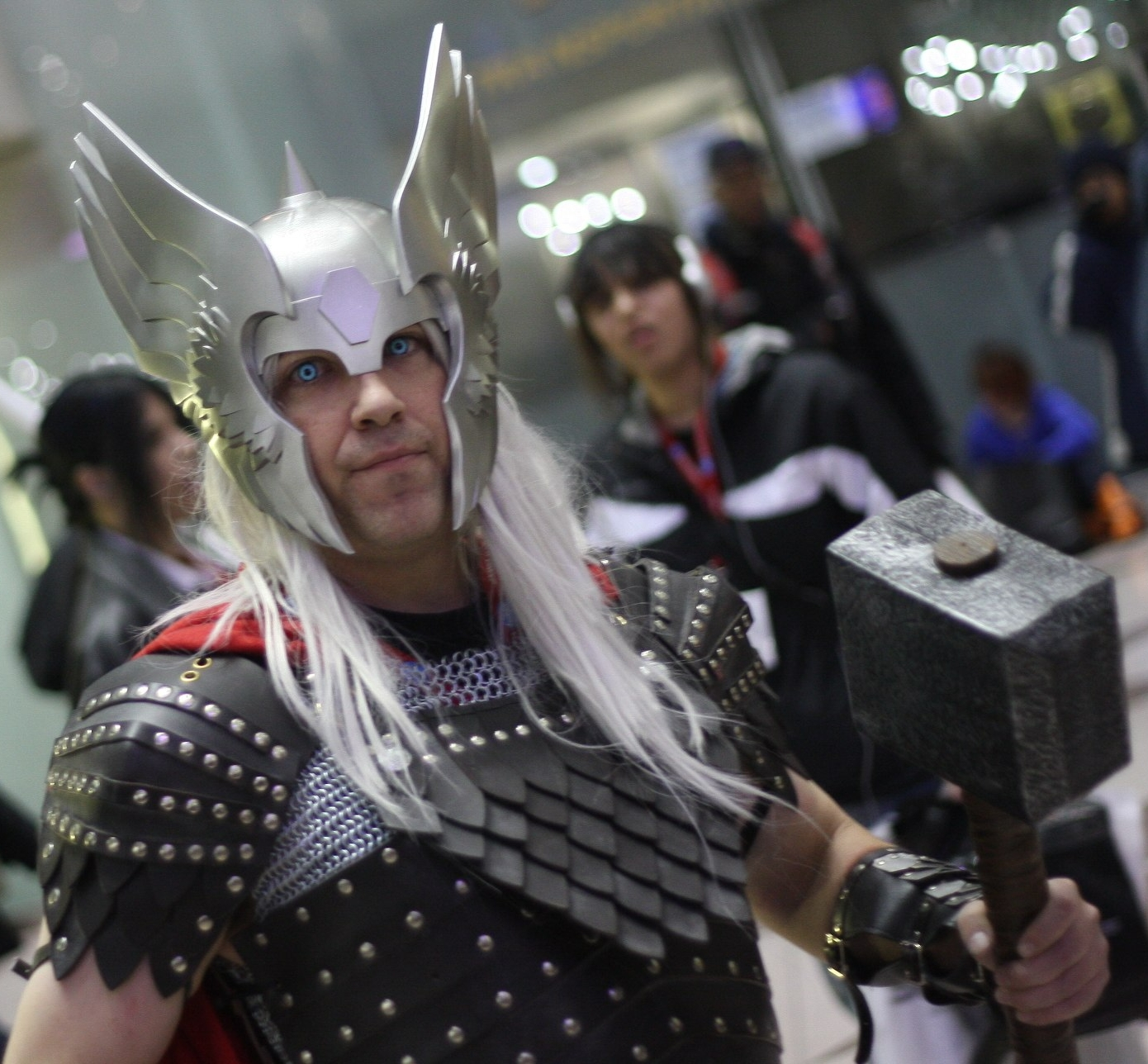
Cosplay de Thor à la Comic-Con 2009.

Donald Blake mène une vie ordinaire, jusqu'au jour où, alors qu'il est en voyage en Norvège, il est témoin d'une invasion extra-terrestre. Tentant de les fuir, il tombe par hasard sur Mjöllnir, le marteau de Thor, dissimulé sous la forme d'un bâton. Lorsqu'il s'en empare, le marteau réveille ses pouvoirs et une partie de sa mémoire, le ramenant à son état de dieu de la foudre et, redevenu Thor, il défait aisément les extra-terrestres,.
Après cet incident, Blake continue son travail de médecin avec son assistante, l'infirmière Jane Foster pour qui il a des sentiments, tout en menant en parallèle une carrière de super-héros sous l’identité de Thor. Ses activités attirent alors l'attention de son frère adoptif Loki, le dieu de la tromperie,. Désireux de lui nuire, Loki se rend plusieurs fois sur Terre et contribue à la création de plusieurs super-vilains destinés à combattre son frère, dont l'Homme-Absorbant,. La plus notable de ses machinations implique Hulk et entraîne la création accidentelle d'une équipe de super-héros : les Vengeurs, dont Thor devient l'un des membres fondateurs.
Lorsque Thor apprend l'existence d'Asgard, sa vie prend un autre tournant. Thor est désormais partagé entre ses deux patries ; si sur Terre il combat des super-vilains tels l'Homme-Absorbant, il affronte sur Asgard des créatures issues de diverses mythologies, ou bien il est chargé de quêtes d'ampleur cosmique. De plus, Thor doit régulièrement choisir entre la protection de Midgard (la Terre) et son allégeance envers Asgard. Ces hésitations provoquent régulièrement la colère d'Odin et sont généralement causes d'exil ou de privation de pouvoirs divins. Thor, en raison de sa part humaine (incarnée successivement par Don Blake, Sigurd Jarlson (avec l'aide de Nick Fury, Thor a adopté une nouvelle "identité secrète", celle d'ouvrier du bâtiment), Eric Masterson (Un architecte) et Jake Olson (alors que Thor venait de mourir des mains du Destructeur), s'oppose à maintes reprises à son père, dont les plans lui paraissent souvent froids et cruels. Les aventures ainsi se succèdent jusqu'à ce que, lors d'un combat contre Surtur, Odin meurt.

### Souverain d'Asgard
Après la mort d'Odin, Thor est investi du pouvoir quasi-omnipotent de son père et monte sur le trône, peu après avoir été séparé de son double humain.
L'une des premières mesures de Thor durant son règne, annoncé par Odin et le voyageur temporel Zarkko comme catastrophique pour les humains, est de déplacer Asgard sur Terre et de développer une nouvelle religion consacrée aux dieux d'Asgard. L'intervention croissante des Asgardiens dans la vie quotidienne des humains provoque à la fois l'enthousiasme de la foule et l'inquiétude des gouvernements et chefs religieux.
Une intervention musclée de Thor en Europe de l'Est signe la rupture entre le dieu nordique et ses alliés passés, Iron Man et Captain America. Une union des gouvernements et des représentants de l'Église décide alors d'éliminer des Asgardiens. Thor les en empêche. Lorsque l'humain Jake Olson tente de s'opposer à lui en empoignant Mjöllnir, Thor le détruit d'un éclair. Il ne parvient plus alors à soulever son marteau, car seuls ceux qui en sont dignes peuvent utiliser Mjöllnir. Thor laisse éclater sa colère et, allié à Loki et Amora l'Enchanteresse, sa femme, conquiert peu à peu la Terre. Thor devint un véritable tyran, pendant environ deux siècles, avant que son fils Magni expose des doutes envers son père et qu'un combat contre Desak ne finisse par ouvrir les yeux du souverain Asgardien. Avec l'aide de Tarene, Thor voyage dans le passé et empêche sa version antérieure de tuer Jack Olson. Il fusionne les deux, sa part divine avec sa part humaine. L'humanité de Jack Olson empêche le règne de Thor dans cette ligne temporelle.
Thor accepte alors de se retirer de la Terre et ramène Asgard à son point d'origine, avant que Loki ne déchaîne le Ragnarök sur ses compatriotes. Asgard est détruit ainsi que tous ses habitants, dont Thor, qui meurt.

### Renaissance
Lors de la période de l'épisode Civil War, Mjöllnir chute sur Terre et un individu, dont les initiales D.B. apparaissent sur un sac à dos, parvient à le soulever,. Peu de temps après, au cours d'un combat entre les opposants et les partisans de la loi de recensement des sur-hommes, Thor apparaît et s'attaque aux rebelles. Il transperce d'un éclair le corps de Bill Foster (Goliath) et met en fuite le groupe de Captain America. Ce Thor est en fait un clone créé par Tony Stark, Red Richards et Henry Pym.
Grâce à Mjöllnir, Donald Blake, l'alter ego humain de Thor, arrive à communiquer avec le dieu du tonnerre qui se trouve dans les limbes du néant. Blake le convainc de revenir à la vie, et Thor / Blake réapparait sur Terre. Thor possède maintenant beaucoup plus de pouvoirs, étant désormais le seul dieu Asgardien. Thor rebâtit Asgard, qui devient une cité planant au-dessus de l'Oklahoma et se lance à la recherche des autres Asgardiens, dont l'essence s'est réincarnée chez certains mortels lors de Ragnarök,.

### Siège
Lorsque Norman Osborn, à la tête des forces armées du maintien de la paix et des Dark Avengers, s'attaque à Asgard, Thor défend sa cité contre les envahisseurs et son clone androïde Ragnarok (réparé depuis sa défaite contre Hercule). Loki, qui a manigancé ce conflit, change de camp pour venir à bout de Sentry. Ce dernier, devenu fou, détruit Asgard et supprime Loki. Thor réussit à tuer Sentry avec l'aide d'Iron Man, il jette son cadavre dans le soleil. Les Asgardiens, aidés par les vrais Vengeurs, remportent la victoire. Sous le commandement de Steve Rogers, une nouvelle équipe de Vengeurs est créée, avec Thor comme membre,,,,.

### New Avengers
Immédiatement après la chute d'Asgard, Thor, Captain America et Iron Man sont transportés dans le royaume nordique de Hel, où ils se battent contre Hela, après quoi l'amitié de Thor et Captain America avec Iron Man est renouvelée.
Thor aide Amadeus Cho dans une quête afin de trouver les ingrédients nécessaires pour ramener leur ami commun Hercule d'un univers parallèle.
Au cours de l'histoire de "Chaos War" de 2010-2011, Thor rejoint le God Squad d'Hercule pour combattre le Roi Chaos, qui est déterminé à détruire toute existence.
Avec Asgard en ruines sur Terre, les neuf royaumes sont laissés sans défense et sont envahis par une force connue sous le nom de "The World Eaters". Cherchant conseil sur la question, Thor fait renaitre son père Odin et son frère Loki,.

### Fear Itself
Au cours de Fear Itself de 2011, Sin, la fille de Crâne rouge, libère le frère oublié d'Odin, Cul, le dieu de la peur connu également sous le nom de Serpent, de sa prison sous-marine. Une fois libre, le Serpent envoie ses généraux connus sous le nom des Dignes, chacun armé de ses propres marteaux uru magiques, pour garder la Terre dans un état de peur afin que Cul récupére le trône d'Asgard. Bien que Thor et les Avengers parviennent à vaincre le Serpent et ses partisans, Thor meurt des blessures qu'il subit pendant la bataille. Aux funérailles de Thor, les souvenirs de Thor sont remplacés par Ulik sous l'apparence de Tanarus, le nouveau dieu du tonnerre. Thor revient des limbes des dieux morts oubliés avec l'aide de Loki et du Silver Surfer, et vainc Ulik .

### Avengers contre X-Men
Au cours du scénario Avengers vs X-Men de 2012 , Thor mène les Secrets Avengers dans l'espace lointain pour combattre la Force Phénix, mais est vaincu.
Après la guerre, Captain America sélectionne Thor pour rejoindre la Division Unité des Avengers, une nouvelle équipe d'Avengers composée à la fois d'Avengers classiques et de X-Men.
Thor enquête ensuite sur les disparitions de plusieurs dieux et bat Gorr le Dieu-Boucher dans une histoire qui s'étend sur plusieurs millénaires.

### Original Sin
À la suite du meurtre d'Uatu et de la révélation de ses nombreux secrets lors du scénario Original Sin (en) de 2014, Thor apprend qu'Angela est la fille d'Odin et qu'elle aurait été tuée pendant la guerre d'Asgard avec les anges du dixième royaume. En réponse, Odin a séparé le dixième royaume des neuf autres royaumes et a supprimé tout souvenir de son existence. Thor confronte Frigga à propos de ces événements et se rend dans le dixième royaume avec Loki pour en savoir plus sur sa « sœur ». Au cours d'une confrontation ultérieure contre le tueur d'Uatu, Nick Fury, Thor a été frappé d'incapacité lorsque Fury a utilisé les connaissances qu'il avait acquises pour confirmer la croyance cachée selon laquelle Gorr le Dieu-Boucher avait raison sur le fait que les dieux étaient égoïstes et ne se souciait pas des mortels. Cela a fait perdre à Thor sa confiance en sa divinité et par conséquent sa capacité à manier Mjolnir.

### Jane Foster, la déesse Thor
À la suite, Thor prend la hache de combat Jarnbjorn en remplacement de Mjolnir et perd par la suite son bras gauche au combat contre Malekith le Maudit, remplacé par une prothèse en métal Uru noir. Mjolnir a fini entre les mains de Jane Foster. Thor est d'abord entré en conflit avec Jane jusqu'à ce qu'il accepte amèrement que le marteau ne lui appartienne plus. Se croyant indigne de son propre nom, Thor le passa à sa successeure comme s'il s'agissait d'un manteau, et décida de se faire appeler Odinson. Lorsqu'il a tenté d'enquêter sur l'atterrissage du Mjolnir d'un univers mort sur les ruines du vieil Asgard, Odinson a été capturé par le Collectionneur. Il a passé des mois en captivité jusqu'à ce qu'il réussisse finalement à s'échapper avec l'aide de Beta Ray Bill. Avec le marteau enfin à sa portée, Odinson a décidé de le laisser tranquille, après avoir accepté définitivement la perte de son arme d'origine.

### Secret Empire
Pendant les événements de Secret Empire, Odinson est recruté par Steve Rogers pour rejoindre les Avengers d'Hydra, après s'être vu promettre une chance de sauver Jane, ainsi que de rétablir la connexion de Midgard à Asgard. Cependant, Odinson finit par être désillusionné par les méthodes d'Hydra et permet à l'Underground de s'échapper lors de l'attaque des Avengers. En fin de compte, Odinson a fait défection des Avengers d'Hydra lors de l'attaque de Washington, D.C., aidant l'Underground dans ses efforts pour vaincre Hydra et ramener les États-Unis à la normale.

## Pouvoirs, capacités et équipement

### Pouvoirs et capacités
Dans l'univers Marvel, Thor est un dieu de la mythologie nordique membre de la race des Asgardiens qui possède, comme les autres Asgardiens, des caractéristiques physiques supérieures propres à sa race. Il n'est pas un dieu immortel ; sa longévité, comme celle des autres dieux Asgardiens, provient des pommes d'or d'Idunn qu'il a besoin de consommer régulièrement.
En complément de ses pouvoirs, Thor est un superbe combattant au corps à corps. Il est également habile dans le combat armé, excellant notamment dans l'utilisation du marteau de guerre, de l'épée, la hache et la masse d'armes. Par ailleurs, grâce à ses alter ego humains (le chirurgien Don Blake et l'infirmier Jake Olson), il possède de bonnes connaissances médicales,.
- Le corps de Thor est doté d'un squelette et une musculature bien plus denses que ceux d'un humain normal, ce qui lui donne une masse et des capacités physiques largement supérieures. Il possède notamment une très haute résistance aux blessures physiques, qui se rapproche de l'invulnérabilité[M 12],[M 13],[M 14] et possède une immunité partielle contre les maladies terrestres.
- Même parmi les siens, Thor possède une force remarquable et peut soulever jusqu'à 100 tonnes (contre 30 tonnes pour un Asgardien moyen)[1].
- Il possède aussi des sens surhumains, lui donnant la capacité d'entendre des bruits à l'autre bout de la Terre[M 15] ou bien qui lui permettent de suivre les objets voyageant plus vite que la lumière[M 16].

Lorsqu'il a pris la place de son père après sa mort, il a acquis les pouvoirs d'Odin (« Odinforce »). Lors du dernier Ragnarok, il a également acquis sa sagesse et l'emploi des Runes comme son père, ce qui lui confère de nouvelles capacités magiques.

### Équipement

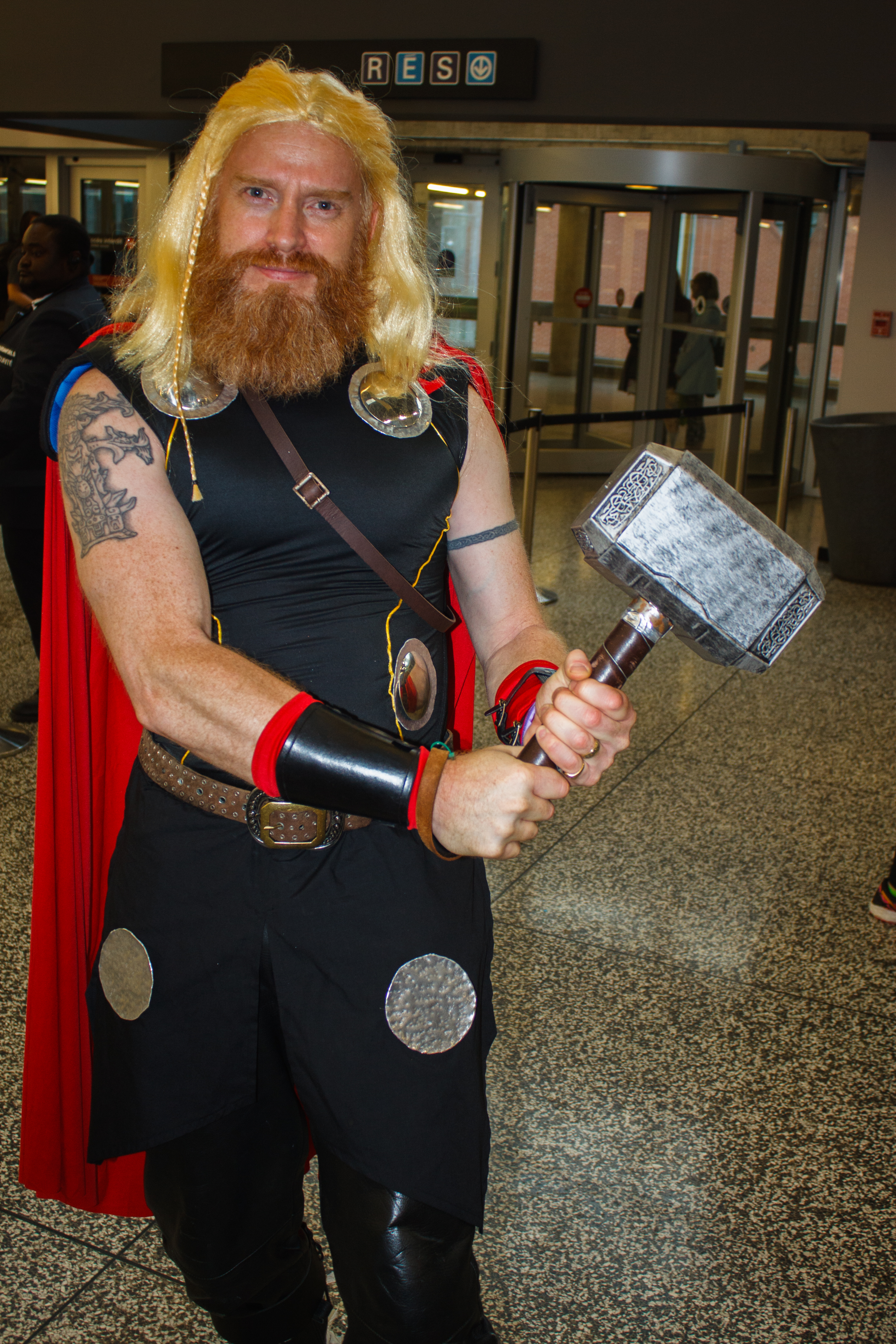
Cosplay de Thor tenant son marteau Mjolnir.

#### Mjolnir
La majorité des pouvoirs de Thor repose sur Mjolnir (basé sur Mjöllnir), un marteau de guerre forgé par les nains Brokk et Eitri à partir du métal mystique asgardien nommé « uru ». Le marteau est quasi indestructible. Grâce aux enchantements qu'Odin a placés sur le marteau, Mjolnir ne peut être soulevé que par les individus qui sont aussi dignes que Thor de le porter :
- Thor peut utiliser Mjolnir pour voler dans les airs, déchaîner des orages et commander à la foudre, ouvrir des portails vers d'autres dimensions, voire pour y concentrer son essence divine afin de délivrer une rafale d'énergie destructrice. Il utilise Mjöllnir aussi bien au corps à corps que comme arme de jet, le lançant sur ses ennemis et lui commandant de revenir dans sa main[1],[73] ;
- pendant un temps, Mjolnir lui permettait d'adopter ses différentes identités humaines (Don Blake, Eric Masterson et Jake Olson), son marteau devenant alors une simple canne de marche[1].

#### Autre
Thor possède aussi une paire de gants métalliques, ceux-ci lui facilitant l'emploi de Mjolnir. Il possède aussi une ceinture qui augmente encore sa force, nommée « Megingjard ». Ces deux accessoires furent utilisés par Red Norvell lorsque celui-ci adopta l'identité de Thor.
Pendant une période, il utilisa une armure enchantée qui assurait la cohésion de ses os, lorsque ceux-ci firent l'objet d'une malédiction de la déesse Hela, les rendant cassants.
Il dispose également d'un chariot magique tiré par deux boucs, nommés Tanngniost (« Grincedent ») et Tanngrisnir (« Brilledent »).

## Entourage

### Famille
|      |      |      |      |       |       |       |       |       |       |      |      | Buri  |       |       |       |       |       |      |      |        |        |        |        |        |        |        |        |        |        |        |        |        |        |      |      |        |        |        |        |        |        |    |    |    |    |  |  |        |        |        |        |        |        |
|      |      |      |      |       |       |       |       |       |       |      |      |       |       |       |       |       |       |      |      |        |        |        |        |        |        |        |        |        |        |        |        |        |        |      |      |        |        |        |        |        |        |    |    |    |    |  |  |        |        |        |        |        |        |
|      |      |      |      |       |       |       |       |       |       |      |      |       |       |       |       |       |       |      |      |        |        |        |        |        |        |        |        |        |        |        |        |        |        |      |      |        |        |        |        |        |        |    |    |    |    |  |  |        |        |        |        |        |        |
|      |      |      |      | Mimir | Mimir | Mimir | Mimir | Mimir | Mimir |      |      | Borr  | Borr  | Borr  | Borr  | Borr  | Borr  |      |      | Bestla | Bestla | Bestla | Bestla | Bestla | Bestla |        |        |        |        |        |        |        |        |      |      |        |        |        |        |        |        |    |    |    |    |  |  |        |        |        |        |        |        |
|      |      |      |      | Mimir | Mimir | Mimir | Mimir | Mimir | Mimir |      |      | Borr  | Borr  | Borr  | Borr  | Borr  | Borr  |      |      | Bestla | Bestla | Bestla | Bestla | Bestla | Bestla |        |        |        |        |        |        |        |        |      |      |        |        |        |        |        |        |    |    |    |    |  |  |        |        |        |        |        |        |
|      |      |      |      |       |       |       |       |       |       |      |      |       |       |       |       |       |       |      |      |        |        |        |        |        |        |        |        |        |        |        |        |        |        |      |      |        |        |        |        |        |        |    |    |    |    |  |  |        |        |        |        |        |        |
|      |      |      |      |       |       |       |       |       |       |      |      |       |       |       |       |       |       |      |      |        |        |        |        |        |        |        |        |        |        |        |        |        |        |      |      |        |        |        |        |        |        |    |    |    |    |  |  |        |        |        |        |        |        |
| Gaea | Gaea | Gaea | Gaea | Gaea  | Gaea  |       |       | Grid  | Grid  | Grid | Grid | Grid  | Grid  |       |       | Odin  | Odin  | Odin | Odin | Odin   | Odin   |        |        | Frigga | Frigga | Frigga | Frigga | Frigga | Frigga |        |        | Vili   | Vili   | Vili | Vili | Vili   | Vili   |        |        | Vé     | Vé     | Vé | Vé | Vé | Vé |  |  | Laufey | Laufey | Laufey | Laufey | Laufey | Laufey |
| Gaea | Gaea | Gaea | Gaea | Gaea  | Gaea  |       |       | Grid  | Grid  | Grid | Grid | Grid  | Grid  |       |       | Odin  | Odin  | Odin | Odin | Odin   | Odin   |        |        | Frigga | Frigga | Frigga | Frigga | Frigga | Frigga |        |        | Vili   | Vili   | Vili | Vili | Vili   | Vili   |        |        | Vé     | Vé     | Vé | Vé | Vé | Vé |  |  | Laufey | Laufey | Laufey | Laufey | Laufey | Laufey |
|      |      |      |      |       |       |       |       |       |       |      |      |       |       |       |       |       |       |      |      |        |        |        |        |        |        |        |        |        |        |        |        |        |        |      |      |        |        |        |        |        |        |    |    |    |    |  |  |        |        |        |        |        |        |
|      |      |      |      |       |       |       |       |       |       |      |      |       |       |       |       |       |       |      |      |        |        |        |        |        |        |        |        |        |        |        |        |        |        |      |      |        |        |        |        |        |        |    |    |    |    |  |  |        |        |        |        |        |        |
|      |      |      |      | Thor  | Thor  | Thor  | Thor  | Thor  | Thor  |      |      | Vidar | Vidar | Vidar | Vidar | Vidar | Vidar |      |      | Tyr    | Tyr    | Tyr    | Tyr    | Tyr    | Tyr    |        |        | Hermod | Hermod | Hermod | Hermod | Hermod | Hermod |      |      | Balder | Balder | Balder | Balder | Balder | Balder |    |    |    |    |  |  | Loki   | Loki   | Loki   | Loki   | Loki   | Loki   |

Le premier des Asgardiens est Buri. Il a une fille, Nertha, et trois fils Njord, Mimir et Borr qui est le grand-père de Thor. Borr avec la géante Bestla donne naissance à quatre fils Cul, Odin, Vili et Ve. Lors d'une bataille contre Surtur, Vili et Ve se sacrifient pour leur frère Odin. Le dernier frère d'Odin ayant survécu est Cul, aussi connu par son surnom de « Serpent ». Odin devient le seigneur d'Asgard et connaît plusieurs femmes : Thor naît de sa relation avec la déesse Gaea ; avec la géante Grid, il a Vidar ; sa dernière femme, la déesse du mariage Frigga, enfante le dieu de la vitesse Hermod, le dieu de la guerre Tyr et le dieu de la lumière Balder. À cause d'une prophétie, la filiation de Balder a été longtemps cachée. Lors d'un combat, Odin tue le géant Laufey. Il adopte alors le fils de son adversaire, le dieu de la fourberie Loki.

### Alliés
Parmi les Asgardiens, Thor compte comme proches alliés la guerrière Sif, la Valkyrie et ses camarades du trio palatin : Fandrall, Hogun et Volstagg. Hercule, demi-dieu du panthéon romain basé sur Héraclès, après avoir été un rival est maintenant un de ses proches amis. Thor est l'un des membres fondateurs des Vengeurs. Ces équipiers les plus notables sont Captain America, qui a été capable de soulever Mjöllnir,, et le milliardaire Iron Man. Son grand amour terrestre, l'infirmière, puis médecin, Jane Foster a participé à de nombreuses aventures avec Thor.
L'extraterrestre à l'apparence équine Beta Ray Bill est également capable de soulever le marteau divin. Lors de leur première rencontre, Thor et lui effectuent un combat à mort pour la possession de Mjöllnir. Le conflit se termine par la victoire de Beta Ray Bill qui épargne la vie de son adversaire. Odin touché par le geste, intervient en créant un nouveau marteau. Dès lors Thor et Beta Ray Bill deviennent des frères d'armes. Thor est un des membres de Thor Corps, équipe composée également de Beta Ray Bill, Thunderstrike et une version future de Thor nommée Dargo Kto.

### Ennemis

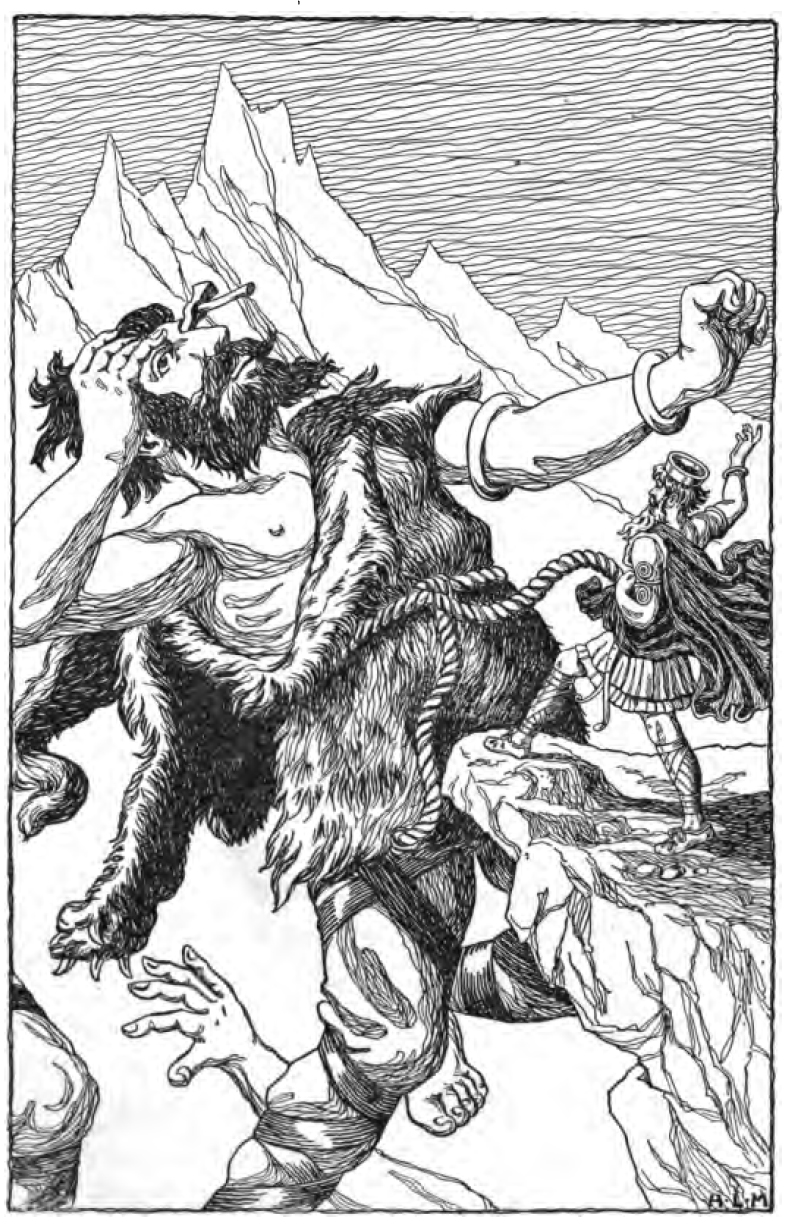
Inspirés de la mythologie nordique, les géants des glaces sont les ennemis jurés des Asgardiens. Illustration extraite de Asgard Stories: Tales from Norse Mythology (1901) de Mary H. Foster.

Étant donné sa nature divine, Thor ne peut pas affronter uniquement de simples humains. Les ennemis les plus emblématiques de Thor sont principalement issus des mythes et légendes nordiques. Son ennemi, le plus proche, est incontestablement Loki, le fils adoptif d'Odin. Depuis son enfance, Loki complote pour tuer son demi-frère et blesser ses proches. Tel le dieu de la fourberie dont il est inspiré, il prend possession et influence les gens grâce à la sorcellerie pour qu'ils se battent à sa place. Il est à l'origine de la création des Vengeurs lorsqu'il a poussé Hulk à combattre son demi-frère. Odin et Thor lui pardonnent souvent ses manipulations, jusqu'à la prochaine confrontation.
Thor a affronté de nombreuses sorcières telles Karnilla, la reine des Nornes et deux asgardiennes, Amora l'Enchanteresse et sa sœur Lorelei. Ces deux dernières avaient des vues sur le fils d'Odin. Contrairement à Lorelei, Amora n'est pas totalement mauvaise, elle n'a pas hésité à protéger Asgard avec son amant Skurge l'Exécuteur,. Skurge est un métis d'asgardien et de géant des glaces, il a été longtemps un ennemi de Thor avant de sacrifier sa vie pour lui,. Parmi les divinités féminines, il y a Hela, la déesse des morts qui souhaite étendre son emprise sur les défunts qui sont au Valhalla et récupérer des âmes de grands guerriers comme Odin et Thor.
Les géants sont des ennemis jurés des Asgardiens et ils s'en prennent souvent à Asgard et au dieu du tonnerre. Ils se trouvent dans la région Niffleheim et le territoire Jötunheim. Le plus connu est Ymir, le chef des géants de glace. Les mondes de l'arbre de vie Yggdrasil regorgent d'autres races et d'autant d'adversaires, comme Malekith, un elfe noir de Svartalfheim et Ulik, un troll. Thor affronta également dans ses périples des monstres mythologiques tel Jörmungand, le Serpent de Midgard et le loup Fenrir. Un redoutable ennemi de Thor est Surtur, l'ancien souverain de Muspellheim, un gigantesque démon du feu qui est à la tête de hordes démoniaques. Avec Ymir et le Serpent de Midgard, ils sont plus anciens qu'Odin et sont de puissantes divinités.
Parmi les êtres qui ne sont pas issus des folklores, il y a l'extraterrestre Ego la Planète Vivante, qu'il a croisé lors de ses voyages dans l'espace, et Mangog, un être issu de la haine des milliards d'ennemis tués par Odin. Ce dernier tire son pouvoir des émotions de colère, haine et peur ressenties par les êtres autour de lui. En ce qui concerne les super-vilains humains, les plus connus sont Carl « Crusher » Creel, l'Homme-Absorbant et l'équipe des Démolisseurs. Crusher est un ancien boxeur et criminel qui a obtenu ses pouvoirs en buvant une potion magique faite par Loki Il peut prendre la structure moléculaire de tout objet qu'il touche. Dirk Garthwaite, un ouvrier du bâtiment a subi par erreur un sort de Loki et Karnilla. Il est doté d'une force divine et son arme favorite est un pied-de-biche indestructible. Lors d'un séjour en prison, il a partagé ses pouvoirs avec ses trois camarades de cellules pour former les Démolisseurs.
Thor a eu aussi à affronter à plusieurs reprises le Destructeur, une armure enchantée créée par Odin (en prévision du retour des Célestes sur Terre), qui fut volée par Loki pour l'utiliser sur son demi-frère. À plusieurs occasions, Thor fut proche de mourir, mais s'en sorti à chaque fois grâce à la ruse.
Les ennemis de Thor qui ont posé un pied ou vivent sur Midgard sont devenus par extension des ennemis d'autres super-héros Marvel comme les membres des Vengeurs.

## Relations amoureuses
Dans la mythologie nordique, Thor est l'époux de Sif. Il a des enfants et plusieurs maitresses. En 1962, il était impossible de présenter un personnage qui pratique l'adultère à cause du Comics Code Authority qui s'occupe de la censure des bandes dessinées américaines. De plus, Stan Lee et les autres auteurs de l'époque souhaitaient créer des intrigues romantiques. La vie sentimentale de Thor est donc loin de celle de la mythologie. Elle reflète l'évolution des mentalités concernant les femmes.

### Jane Foster
Apparue dans Journey into Mystery #84 (septembre 1962), l'infirmière Jane Foster ressemble aux faire-valoirs romantiques de l'époque. Le docteur Don Blake est amoureux d'elle mais tait ses sentiments à cause de son infirmité. L'infirmière semble éprouver quelques sentiments d'affection pour Blake. Lors de ses premières rencontres avec Thor, elle est conquise : « il était si fort, si masculin, si merveilleux ». Dans Journey into Mystery #85 (octobre 1962), elle s'extasie lors d'un combat entre Thor et Loki : « Imaginez le dieu du tonnerre ... et le dieu du mensonge ! Tous les deux en train de se battre sur Terre, sous nos yeux ! Comme c'est romantique ! » La Jane Foster des débuts est une sorte de groupie qui voit du romantisme dans toutes les situations. Le triangle amoureux entre Jane Foster, Don Blake et Thor ressemble à celui entre Lois Lane, Clark Kent et Superman.
Dans Journey into Mystery #99 (décembre 1963), Thor demande la permission d'épouser Jane Foster à son père Odin. Ce dernier refuse qu'un dieu épouse une mortelle. L'alchimie de la série change dans les numéros suivants où Jane commence à penser que Don Blake est l'homme qu'elle aime. L'édit de son père complique la tâche à Don Blake / Thor. Dans Journey into Mystery #113 (février 1965), Don Blake avoue à l'élue de son cœur qu'il est Thor. Mais Odin le prive temporairement de ses pouvoirs. Le médecin ne pouvant prouver sa double identité, Jane pense qu'il a une crise de folie. Il faut attendre Journey into Mystery #124 pour que Jane Foster assiste à la transformation de Don Blake en Thor. Le personnage féminin prend de l'importance en devenant une des rares petites amies de super-héros qui connaît la double identité de son amoureux.
Dans Thor #136, Thor emmène l'infirmière en Asgard et demande à son père d'en faire une déesse. Odin lui fait passer un test et elle échoue. Le roi d'Asgard efface les souvenirs de Jane Foster sur ces moments passés avec Thor. Le héros vient de perdre sa fiancée.

### La déesse Sif

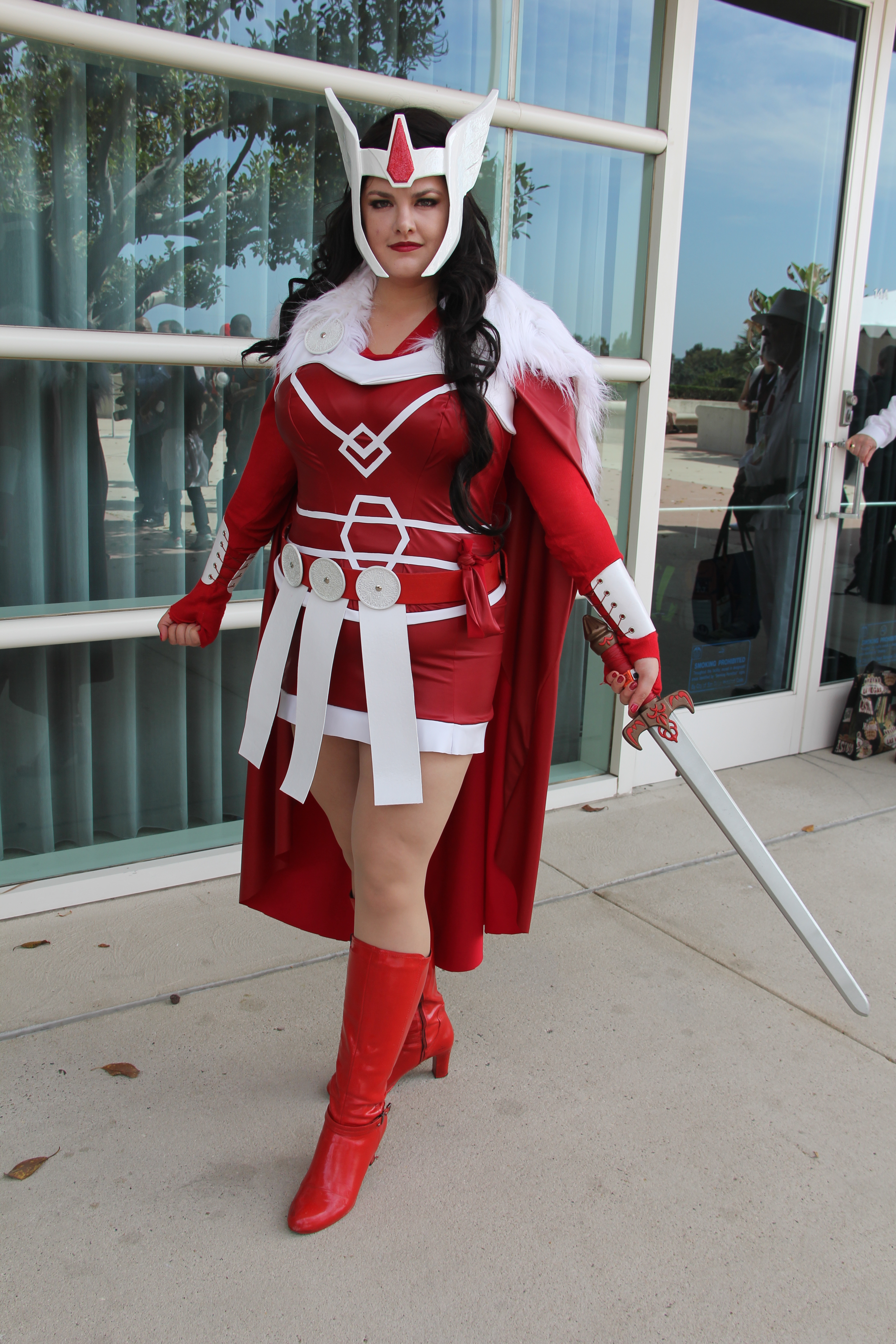
Cosplay de la déesse Sif.

Au cœur du même numéro, il trouve une nouvelle prétendante avec la guerrière asgardienne Sif. À la différence de Jane Foster qui était gauche et maladroite, Sif est une femme d'action experte au maniement de l'épée. Elle est capable d'assister le héros dans ses combats. Tout ceci marque un changement d'approche de Marvel même si quelques numéros après, Thor est présenté comme étant beaucoup plus fort que Sif. Les préjugés sur les femmes sont encore plus marqués dans Thor #140 lorsqu'elle propose de s'installer sur Terre pour aider Thor dans sa lutte contre le mal, il rétorque que c'est un travail d'homme.
Dans Thor #142, le débat autour de l'égalité des sexes est lancé. Sif souhaite se lancer dans une mission dangereuse et les dieux mâles sont opposés à cette décision. Sif leur pose les questions suivantes : « Mon bras n'est-il pas aussi doué que celui de n'importe quel guerrier ? Mon œil n'est-il pas aussi bien aiguisé ? Mon courage est-il factice ? ». Finalement, Odin lui donne son consentement.
Jane Foster représentait uniquement le côté humain de Don Blake et avait du mal avec le côté divin de Thor, Sif est l'opposé. Elle n'est pas aussi passionnée que Thor par la vie sur Terre et aimerait bien qu'il vienne vivre définitivement sur Asgard.

### Fusion et séparation
Il faut attendre le numéro 231 de Thor, pour que le règne de Sif se termine avec le retour de Jane Foster dans la série. L'ancienne infirmière est mortellement blessée, il ne lui reste que quelques semaines à vivre. Thor et Sif se rendent à son chevet. Pour la première fois, Sif, en voyant les deux amants dans la même pièce, comprend qu'elle ne pourra jamais remplacer Jane dans le cœur du héros. Cinq numéros plus tard, Sif la sauve en transférant son énergie vitale dans le corps de la mourante. Elle disparaît au cours du processus. La libération de la femme a entraîné un changement chez Jane Foster, la potiche des années 1960 a laissé la place à une femme directe et moins timide. Dans Thor #238, elle tient en respect, au bout d'une lance, un ennemi. Jane Foster fait preuve de certaines capacités de Sif.
Dans Thor #249, le scénariste Len Wein est plus intéressé par le côté divin de Thor, Thor emmène Jane en Asgard et elle prend l'apparence de Sif. Pendant 18 numéros, le dieu du tonnerre a des aventures hors de la Terre et lorsqu'il y retourne, Sif reste sur Asgard. Don Blake / Thor ne semble pas se souvenir qu'il était parti au bras de Jane. L'explication de cet étrange phénomène est donné dans Thor #279, un des ennemis de Thor a dissocié Jane de Sif et garde la terrienne en otage. Thor se porte à son secours. À la fin de l'aventure, Jane et Thor décident de se séparer parce qu'ils pensent qu'ils ne sont pas fait l'un pour l'autre. Jane va rencontrer l'amour avec un autre chirurgien et disparaît une nouvelle fois de la série.

### Les envoûteuses et la Valkyrie
L'arrivée du scénariste Walt Simonson dans la série interrompt la dynamique Jane-Sif-Thor. Dans Thor #336, numéro qui précède son entrée en fonction, Jane Foster se marie avec le Dr Keith Kincaid et Sif demande à Thor de choisir entre la Terre et elle. Elle repart seule et laisse Thor sur Midgard.
Dans les numéros suivants, Thor va avoir affaire à deux sœurs : Amora l'Enchanteresse et Lorelei qui vont se battre pour l'avoir, allant jusqu'à utiliser des philtres d'amours. L'Enchanteresse, qui n'est pas complètement mauvaise à l'inverse de sa sœur, sera l'amante de Thor pendant quelque temps.
Le personnage de fiction de la Valkyrie, alias Brünnhilde, une autre femme guerrière, ne croise pas souvent Thor. Le personnage a évolué dans d'autres séries de Marvel principalement The Defenders et plus récemment dans Secret Avengers. Par contre, son histoire personnelle qui est inspirée du cycle de l'Anneau du Nibelung de Richard Wagner, relate son idylle avec le dieu du tonnerre. Sous l'identité de Siegmund puis Siegfried, Thor aurait aimé Brünnhilde.

## Thèmes abordés
Les premiers épisodes de Thor sont marqués par l'état d'esprit des États-Unis dans les années 1960 envers le communisme. Au bout de trois ans, la série cesse d'être une machine de propagande politique. Le titre est ensuite principalement dirigé par le dessinateur et scénariste officieux Jack Kirby, qui passe de la politique terrestre aux quêtes fantastiques.
Dans les aventures qui suivront, on découvre néanmoins une métaphore sur les armes de destruction massive et l'usage du pouvoir principalement avec le personnage du Destructeur. Dans le courant des années 1970, le départ de Kirby de Marvel marque la fin de ce thème. Les aventures suivantes seront plus des conflits classiques entre super-héros et super-vilains
Les comics sur Thor connaîtront des hauts et des bas. Il faut attendre 2007 pour avoir apparaître un thème autre que la lutte classique entre bien et mal. Cette fois, Thor est une critique du gouvernement américain, inspiré par la version Ultimate du personnage apparue en 2002. Le titre passe alors au sommet des ventes et Thor est au centre de grands événements Marvel : les arcs narratifs Siege (en) et Fear Itself.

### Des débuts anticommunistes

À ses débuts, Thor lutte contre le communisme (représenté ici par l’effigie du Marteau et de la faucille).

La première apparition de Thor a lieu durant l'été 1962 qui est marquée par les mauvaises relations entre Cuba et les États-Unis. Les premiers comics du personnage sont résolument anticommunistes. Dans Journey into Mystery #84, il affronte un ersatz de Fidel Castro. Le numéro 87 est intitulé « Prisonnier des Rouges ! ». Dans le numéro 93, il affronte les armées de Mao Zedong et dans le numéro 117, les Vietcongs.
Après une lutte contre le dieu du tonnerre, un militaire réalise ses erreurs et se suicide après avoir déclaré « C'est le communisme qui a fait de moi ce que je suis, qui m'a transformé en un instrument de destruction brutal et inconscient ! Au communisme alors ! Puisse-t-il disparaître de la surface de la Terre et de la mémoire de l'humanité ! ».

### Arme de destruction massive

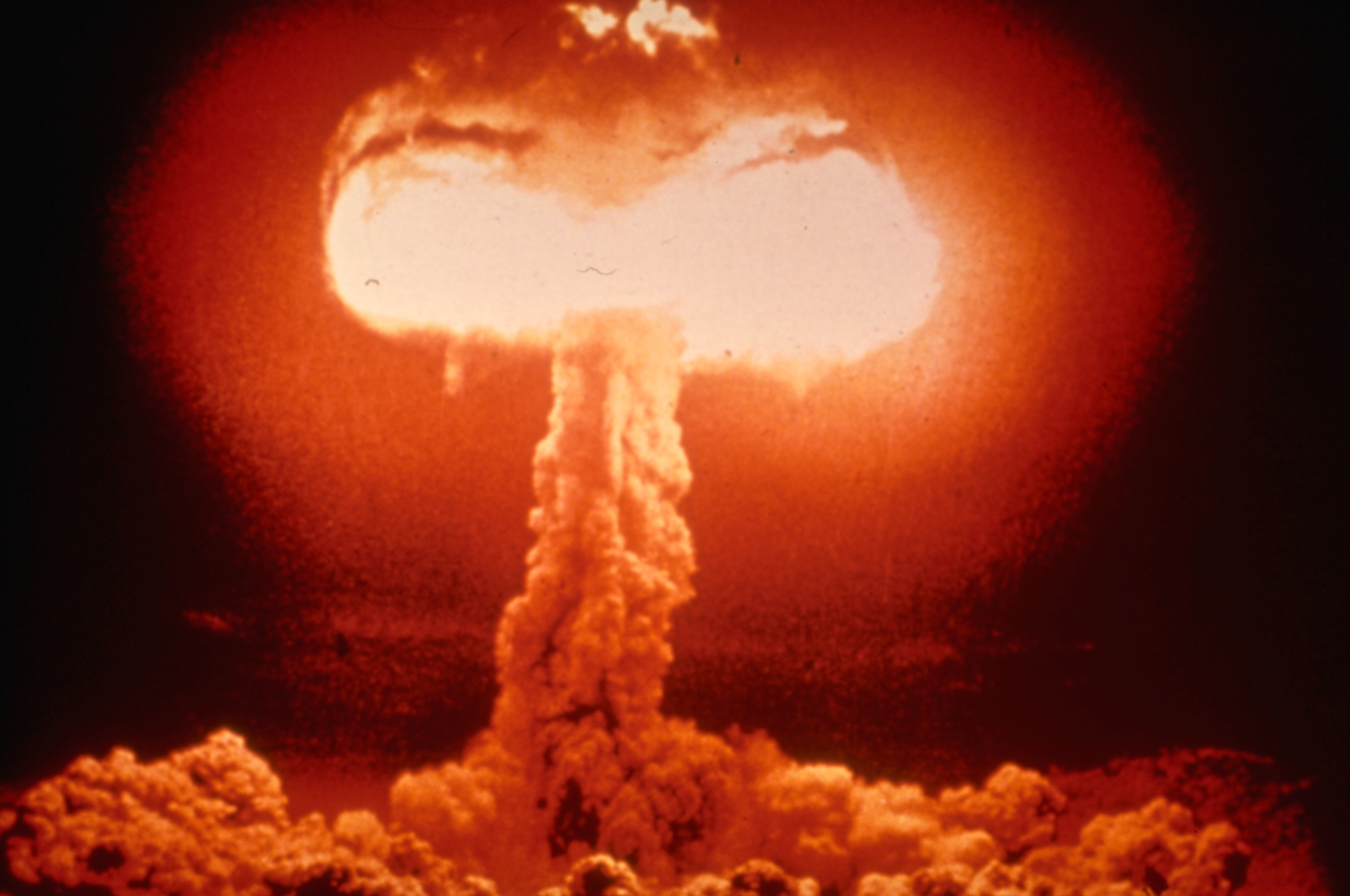
Le Destructeur, arme destructrice divine, est une métaphore de la bombe atomique.

Dans le numéro 118, Loki manigance pour que le Destructeur, une arme de la dernière chance qui a été cachée par Odin, soit activé et s'attaque à Thor. Cette machine en forme d'armure peut tout détruire sur son passage. Loki, d'abord joyeux de voir son frère quasiment détruit, se désespère lorsqu'il comprend que le Destructeur ne peut pas être arrêté et menace de tout détruire. Loki tente de sauver son frère et implore Odin. Ce dernier semble réussir à détruire la machine. Il n'en est rien et le Destructeur réapparaitra à plusieurs reprises dans les aventures de Thor.
À l'époque de la création du personnage du Destructeur, les États-Unis sont en conflit avec le Viêt Nam. La localisation de la cache du Destructeur se trouve en Asie. Le personnage symbolise l'emballement de la guerre. C'est également un parallèle avec la bombe atomique. Cet automate produit une énergie capable de tout désintégrer lorsqu'il abaisse sa visière. Il peut tout balayer sur son passage au point d'enlever tout sens au conflit.
Les premiers comics sur Thor représentaient la guerre comme une croisade contre le communisme alors que par la suite, la guerre, elle-même est l'ennemi. À partir de cet épisode, Thor devient une métaphore plus ou moins consciente sur l'usage du pouvoir. Ses adversaires suivants comme Mangog et Surtur sont extrêmement puissants et par simple haine veulent raser le monde.
Cette idée d'arme destructrice dont on peut perdre le contrôle revient des années plus tard dans le crossover Civil War de 2006. Un conflit oppose les super-héros sur la loi de recensement des sur-hommes. Thor semble soutenir les partisans et assassine Goliath. On apprend plus tard que c'est en fait un clone. Le sosie apparaît dans plusieurs aventures et n'est rien d'autre qu'une autre forme de Destructeur.

### Critique du gouvernement
En 2007, une nouvelle approche du personnage voit le jour. Thor, qui vient de ressusciter, installe Asgard en Oklahoma sur le territoire des États-Unis. Il refuse de prêter allégeance au gouvernement américain. Il fait ce qui lui plaît, sympathise avec les classes populaires comme des sinistrés de la Nouvelle Orléans et n'accepte pas tout le temps le système en place.
Ce concept du dieu du tonnerre qui va où bon lui semble et critique le gouvernement est apparu avant dans la version Ultimate datant de 2002. Cette version alternative de Thor est encore plus radicale et affiche clairement son altermondialisme.

## Inspiration

### Mythologie

La bataille de Thor contre les géants. Tableau de Mårten Eskil Winge (1872).

Thor est basé sur son homologue de la mythologie scandinave. Sa représentation dans les comics est loin de l'image que devaient avoir ses fidèles de l'époque. Les batailles traditionnelles dans les peuplades nordiques ressemblent plus à des duels à mort. Si Thor était fidèle à sa culture d'origine, il ressemblerait plus au Punisher qu'à Captain America. Cette image d'un dieu destructeur est présente uniquement dans quelques one shots comme Thor: Ages of Thunder où Thor massacre des géants des glaces,. Sa première véritable adaptation télévisée dans un téléfilm présente Thor comme une caricature de viking assoiffé de combat ce qui est bien loin de la version originale en bande dessinée.
Les dieux nordiques n'avaient pas obligatoirement le même mode de vie que les peuplades qui, comme les vikings, les adoraient. Marvel Comics adopta cette solution et ne présenta pas des asgardiens adeptes de pillages. La distance qui existe entre le dieu du tonnerre et les vikings est particulièrement bien décrite dans la mini-série Thor: Vikings (2003) où des guerriers vikings qui sont partis du nord de l'Europe en plein Moyen Âge arrivent dans la New York moderne. Victimes d'une malédiction, ils sont devenus des zombies qui commettent pillages et tueries. Thor intervient pour secourir les New-yorkais.
Selon la légende, Mjöllnir, le marteau de Thor, ne peut être utilisé que par ceux qui en sont dignes. Les auteurs de Marvel Comics ont traduit digne par gentil, noble ou chevaleresque. Des héros comme Captain America ou Superman ont pu soulever le marteau de Thor. La dignité, dans le passé lointain, était une qualification qui devait avoir une signification différente de celle des XXe et XXIe siècles. Il fallait sans doute juste être un puissant guerrier pour correspondre à la dignité vue par Odin. Cette idée est présente dans What If #39 (1983). Dans ce récit, Thor rencontre Conan le Barbare. Au terme d'une aventure commune, le dieu du tonnerre périt et offre son marteau à Conan.
De nombreux récits sont inspirés des légendes nordiques. L'univers de Thor reprend les personnages mythologiques du folklore scandinave. Le Ragnarök, la fin des dieux qui marque la fin d'un cycle et le début d'un nouveau, est utile lors d'une fin de série de comic books. Dans Thor: Son of Asgard #8, on apprend que, comme dans la mythologie, Loki a coupé la chevelure blonde de Sif et l'a remplacée par des cheveux d'or forgés par les nains. À l'inverse de son homologue, la Sif des comics deviendra brune par la suite. D'autres sont complètement différents, comme la naissance de Sleipnir qui est racontée dans Thor: Reign of Blood.

### Concurrence
La référence dans les adaptations en comics du dieu nordique Thor est celle de Marvel lancé en 1962. Les autres maisons d'édition n'avaient pas attendu cette date pour lancer leurs propres interprétations. Certaines apparitions ont des points communs avec le Thor présenté par Stan Lee, Larry Lieber et Jack Kirby. Deux d'entre elles sont d'ailleurs de Jack Kirby.
Dans Weird Comics #1 (avril 1940) de Fox Comics, le personnage principal Grant Farrel est convoqué au Valhalla après une tentative de suicide à la suite d'un dépit amoureux. Le dieu nordique du tonnerre décide de l'aider et lui offre son marteau magique qui lui permet de voler et lancer des éclairs. Grant Farrel utilisera ses pouvoirs lors de conflits armés, en mai 1940, il libère Paris, repousse l'invasion allemande et détruit Berlin. Ce super-héros du dessinateur Pierce Rice est le premier à porter le nom de Thor.
Dans All Star Comics #3 (1940) de DC Comics, on apprend que le super-héros Hawkman possède une masse qu'il aurait forgée dans une de ses vies antérieures en tant que Thor. Cette liaison entre Hawkman, réincarnation d'un pharaon, et la divinité viking est anecdotique et très peu utilisée. La masse est employée par le Vilain du Valhalla dans les numéros All-Squadron #18-22 où elle est clairement identifiée comme le marteau de Thor.
Dans Adventure Comics #75 (juin 1942) de DC Comics, le duo Joe Simon et Jack Kirby créent un gangster qui se fait passer pour le dieu du tonnerre Thor. Ce personnage roux a inventé une fine protection invisible qui résiste aux balles et utilise un électroaimant déguisé en marteau. Sous son commandement, son gang habillé en vikings utilise un drakkar, accoste à New York et se lance à l'assaut des banques. Les super-héros Sandman et Sandy les arrêtent. Le cambrioleur réapparait dans les années 1980 sous le nom Vilain du Valhalla,.
Dans Boy Commandos (en) #7 (1944) de DC Comics, la troupe de soldats, les Boy Commandos, affronte des nazis dans un vieux château de Norvège. Thor apparaît devant eux et les emmènent tous devant son père Odin. Chaque faction essaye de rallier les dieux nordiques à sa cause. Les nazis déclarent que ce sont des divinités allemandes. Thor rétorque : « Valhalla est le paradis nordique ... pas allemand ». Le problème est réglé par un combat singulier entre les champions de chaque troupe. Les Boys Commandos gagnent et retournent dans le monde réel. Finalement, l'histoire semble être uniquement un rêve mais grâce à une indication de Thor, ils trouvent un drakkar et des vivres pour repartir,
Dans Tales of the Unexpected #16 (août 1957) de DC Comics, l'histoire se situe au temps du far-west, un escroc découvre le marteau magique et l'utilise à de mauvaises fins. Thor viendra exprimer sa colère sous la forme d'une gigantesque apparition immatérielle. Jack Kirby est l'un des auteurs, c'est sa première représentation du vrai dieu Thor et le Mjölnir de l'histoire est identique à celui découvert dans Marvel,.
Dans Out Of This World #11 (janvier 1959) de Charlton Comics, l'auteur Steve Ditko propose une histoire qui explique le mythe de Thor. À l'époque des vikings, un personnage malingre nommé Thor, pas assez combattif pour son époque, décide de devenir ermite. Il découvre un marteau irradiant dans une grotte. Cet objet le rend de plus en plus fort et il parvient à repousser de son pays une armée d'envahisseurs.
Dans Batman #127 (octobre 1959) de DC Comics, le super vilain du scénariste Bill Finger et du dessinateur Sheldon Moldoff s'appelle Thor. Lorsqu'une météorite frappa un musée, elle touche une réplique du marteau de Thor. Intrigué par la lumière irradiant du marteau, le propriétaire de ce musée, Henry Meke l'examina. En le touchant, il devint lui-même Thor le dieu de la foudre (les transformations se répétant lors des orages). Désirant trouver des fonds pour ériger un temple en l'honneur d'Odin, il utilisa ce pouvoir afin de voler des banques.
Les précédentes incarnations de Thor ne sont pas les seules influences de la concurrence que l'on peut déceler. Certains héros de Marvel Comics comme Spider-Man et Hulk ont des versions dérivées féminines avec Spider-Woman et Miss Hulk, la maison d'édition a envisagé cette possibilité pendant longtemps. Apparue pour la première fois dans Thor vol. 2 #33 (mars 2001), l'extraterrestre Tarene décide par admiration pour Thor de prendre une apparence similaire et devient Thor Girl. Elle vit sur Terre sous l'identité de Tara Olson et se fait passer pour la cousine du héros, ce qui rappelle fortement Superman et sa cousine Supergirl / Kara Zor-El.

## Versions dérivées

### Dans la continuité principale
Le docteur Don Blake n'est pas le seul personnage qui a pu prétendre à incarner Thor. Quatre personnages ont pu s'emparer de Mjöllnir et acquérir les pouvoirs du dieu du tonnerre. Le premier est un humain, Red Norvell qui, aidé par Loki, parvient à s'emparer du marteau de Thor. Son but était de conquérir l'amour de Sif mais lorsqu'il comprend qu'elle le repoussera toujours, il abandonne toutes ses prétentions et rend Mjöllnir à son légitime propriétaire. L'extraterrestre Beta Ray Bill est le deuxième personnage à tenir Mjöllnir. Comme il ne peut y avoir qu'un dieu du tonnerre, Odin, reconnaissant sa valeur, lui donne un marteau semblable à celui de Thor et nommé Stormbreaker.
Plus tard, Thor est fusionné avec un humain nommé Eric Masterson. Lorsque Thor meurt, Masterson prend sa place et lorsque le vrai Thor revient à la vie (cette fois sans être fusionné avec Masterson) Masterson reçoit un nouveau marteau et devient Thunderstrike. La dernière incarnation de Thor est un humain du futur nommé Dargo. À côté de ces quatre personnages qui ont pu incarner le dieu du tonnerre, on trouve aussi une extraterrestre nommée Tarene Olson (ou parfois Tara) qui s'est baptisée Thor Girl en se créant un costume et un marteau inspirés de ceux de Thor,.

### Dans les univers alternatifs
À côté de la version classique de Thor, celle créée par Stan Lee et Jack Kirby, d'autres versions de Thor existent dans des comics publiés par Marvel Comics.
En 1978, dans le 10e numéro de la première série What if?, on découvre une version féminine de Thor car le récit répond à la question : « Et si Jane Foster avait trouvé le marteau de Thor ? »,. En 1983, dans le 39e numéro de la première série What if?, Thor rencontre Conan le Barbare. À la fin d'une aventure commune, Thor périt et offre son marteau à Conan,,.
En 1994, dans le 66e numéro de la même série, intitulé « Et si Malicia possédait le pouvoir de Thor ? », l'histoire propose une alternative à Avengers Annual #10 paru dans Strange Spécial Origines no 238 en version française. Lors de sa première bataille contre les Vengeurs, Malicia décide ici d’absorber tous les pouvoirs de Thor et provoque sa mort. L'esprit de Thor continue de vivre en elle et la guide sur le droit chemin,.
En 1996, les maisons d'édition DC Comics et Marvel Comics travaillent ensemble sur un univers parallèle où les personnages des deux firmes sont fusionnés. Pendant un mois, elles sortent des comic books Amalgam Comics et l'expérience est reconduite en 1997. Dans cette deuxième vague de numéros spéciaux, Thorion of the New Asgods #1 du scénariste Keith Giffen et du dessinateur John Romita Jr. fait la jonction entre deux concepts de Jack Kirby qui étaient officieusement liés. Thorion est un amalgame de Thor et Orion des New Gods. L'épisode, qui est surtout un hommage à Kirby, sert également de test à John Romita Jr. qui s’associe avec le scénariste Dan Jurgens pour relancer Thor en 1998.
Moins anecdotique, dans l'univers Ultimate, qui est un univers parallèle à la continuité classique de Marvel, Thor apparaît en mars 2002 dans le quatrième épisode de la première série Ultimates qui est l'équivalent des Vengeurs. Une mini-série publiée en 2010, écrite par Jonathan Hickman et dessinée par Carlos Pacheco, traite plus particulièrement de ce personnage et de ses origines.
En 2008, dans le comics Old Man Logan, les super-héros ont été tués par une coalition de super-vilains menés par Crâne Rouge. Thor est tué par les efforts combinés de Magnéto et de l'Homme-Absorbant. Son marteau, tombé au sol, que personne n'a soulevé depuis, sert de lieu de pèlerinage aux gens qui espèrent que les héros reviendront un jour...
En 2018, sort un nouveau numéro de What if ? intitulé What if Thor was raised by Frost Giants ? écrit par Ethan Sacks et dessiné par Michele Bandini, où l'histoire originale se trouve inversée. Dans cet univers alternatif, Odin est vaincu par Laufey qui prend Thor pour l'élever en tant que son fils adoptif. Sans le vouloir, Thor éclipse Loki, le fils naturel de Laufey, qui manigance avec Freyja (mère de Thor dans cet univers et par Gaea) pour fuir vers Asgard.

## Apparitions dans d'autres médias

### Télévision
La première apparition télévisée de Thor date de 1966 avec la série animée The Marvel Super-Heroes. La série animée est découpée en cinq séries centrées sur un personnage. Les autres personnages sont Captain America, Iron Man, Namor et Hulk.
Dans les années 1980, il apparaît dans la série Spider-Man and His Amazing Friends dans l'épisode « Vengeance of Loki ».
Il faut attendre 1988 pour avoir un début d'adaptation du personnage dans un téléfilm, Le Retour de l'incroyable Hulk, tiré de la série télévisée L'Incroyable Hulk. Thor n'est pas le seul héros Marvel à apparaître dans un spin-off de cette série télévisée. L'année suivante, apparaît Daredevil dans le téléfilm Le Procès de l'incroyable Hulk. Thor n'est plus un dieu mais un guerrier de légende qui doit gagner sa place au Valhalla par de bonnes actions ; Donald Blake quant à lui est un personnage à part entière et non plus une substitution de Thor. C'est un médecin et amateur de légendes nordiques qui, au cours d'une excursion dans le Grand Nord découvre le tombeau de Thor et son marteau Mjöllnir, ce qui lui permet de l'appeler sous une forme physique. Steve Levitt interprète le rôle de Donald Blake et Eric Allan Kramer celui de Thor.
En 2014, Thor apparaît dans l'anime Marvel Disk Wars: The Avengers.

### Cinéma
En 2008, le personnage apparait en flashback dans le film d'animation Next Avengers: Heroes of Tomorrow. Les Avengers ont été tués par Ultron. Douze ans plus tard, Tony Stark a élevé leurs enfants, dont Torunn la fille de Thor.

#### Univers cinématographique Marvel

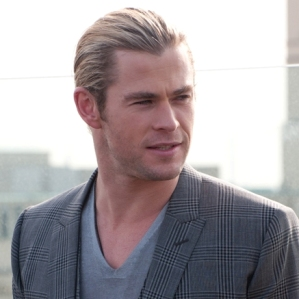
L'acteur australien Chris Hemsworth incarne Thor dans le film homonyme réalisé par Kenneth Branagh, sorti en avril 2011.

En 2011, le réalisateur Kenneth Branagh adapte Thor pour le grand écran, à la demande de Marvel Studios qui compte sur ce film pour lancer l'intrigue de Avengers. Le personnage apparait dans d'autres films par la suite.
- Thor (2011) de Kenneth Branagh, avec Chris Hemsworth. Le film raconte l'histoire d'un dieu exilé sur Terre par son père pour son arrogance. Prenant conscience de la fragilité du monde des mortels, il tente avec humilité de retrouver ses pouvoirs pour arrêter son frère adoptif, Loki, qui veut s’emparer du trône. La différence notable avec les comics est une approche visuelle rappelant plus la science-fiction que la Fantasy. Le Bifröst (le pont entre les mondes), Mjöllnir (le marteau de Thor) et Le Destructeur (l'armure vivante commandée par Loki) sont ainsi le résultat de la technologie asgardienne qui est très avancée, rappelant la théorie des anciens astronautes. Aussi, Thor n'est pas amnésique et ne se retrouve pas dans la peau d'un médecin, mais se retrouve simplement sur Terre sans pouvoirs[93]. Il se nommera Donald Blake en usant de faux-papiers.
- Avengers (2012) de Joss Whedon, avec Chris Hemsworth. Dans la continuité du film de Kenneth Branagh, Avengers présente Thor à la recherche du cube cosmique avant qu'il ne tombe entre les mains de son frère, Loki, à la solde de Thanos.
- Thor : Le Monde des ténèbres (2013) d'Alan Taylor, avec Chris Hemsworth. Walt Disney Pictures a produit cette suite qui voit le Dieu du tonnerre confronté à un puissant ennemi incarné par Christopher Eccleston : Malekith.
- Avengers : L'Ère d'Ultron (2015) de Joss Whedon, avec Chris Hemsworth. Thor, aidé par les Avengers, est à la recherche du sceptre de Loki et doit faire face à une intelligence artificielle machiavélique : Ultron.
- Doctor Strange (2016) de Scott Derrickson, avec Chris Hemsworth (caméo)
- Thor : Ragnarok (2017) de Taika Waititi, avec Chris Hemsworth. En explorant l'univers à la recherche des Pierres d'Infinité, Thor a des visions du Ragnarok, la fin d'Asgard. De retour vers sa terre natale, il voit le retour de Hela, la déesse de la Mort décidée à prendre sa revanche sur Odin. Elle élimine Odin et Mjöllnir et envahit Asgard. Thor se retrouve exilé sur Sakaar, prisonnier du Grand Maître qui le fait combattre dans son arène face au Hulk. Avec Loki, Valkyrie et Hulk, il fuit Sakaar et retourne sauver le peuple d'Asgard de Surtur et Hela. Une partie de son peuple sauvée et Asgard détruite, il décide avec Loki, Heimdall et Hulk, de les mener vers la Terre en utilisant le vaisseau des troupes d'Hela.
- Avengers: Infinity War (2018) de Anthony et Joe Russo, avec Chris Hemsworth. Le vaisseau asgardien est attaqué par Thanos venu récupérer la pierre de l'espace du cube. Il assiste impuissant à la mort de Loki. Il est laissé pour mort par Thanos qui détruit le vaisseau et le restant des asgardiens. Dérivant dans l'espace, il est sauvé par les Gardiens ou Thor révèle que Thanos cherche les pierres, il part avec Groot et Rocket vers Nidavellir. Il y rencontre le nain forgeron Eitri qui lui fabrique une nouvelle arme: Stormbreaker. De nouveau armés, Thor, Groot et Rocket rejoigne la Terre pour porter assistance aux Avengers. Il parvient à blesser Thanos en lui lançant de la foudre et le touchant au torse avec Stormbreaker mais ce dernier claque des doigts détruisant la moitié des êtres de l'univers et s'enfuit via un portail.
- Avengers : Endgame (2019) de Anthony et Joe Russo, avec Chris Hemsworth. Thor s'en veut pour avoir échoué à tuer Thanos à temps pour éviter l'Effacement. Quand Rocket et Nebula localisent le Titan fou et lui font avouer qu'il a détruit les Pierres, Thor lui tranche la tête. 5 ans plus tard, Thor vit dans un coin reclus de la Norvège avec les derniers survivants Asgardiens, dont Korg, Mieck et la Valkyrie. Fortement atteint par sa défaite, il sombre dans la dépression au point de changer physiquement, passant du Dieu du Tonnerre tout puissant à un ivrogne bedonnant à l'aspect négligé. Réticent à l'idée de voyager dans le temps pour récupérer les pierres, il finit par accepter. Thor retourne au QG des Avengers où il donne à ses équipiers des informations sur les Pierres d'Infinité, malgré sa fatigue physique liée à son alcoolisme. Il se rend ensuite sur Asgard en 2014 avec Rocket pour récupérer l'Éther et y retrouve sa mère Freya, peu avant son meurtre. Avant de repartir, il parvient à appeler Mjölnir. De retour en 2023, Hulk claque des doigts quand le Thanos de 2014 attaque le quartier général. Thor, Iron Man et Captain America s'avancent vers Thanos et le combattent mais Thanos les surpasse. Ramené à la vie, le Docteur Strange amène les Avengers décimés ainsi que l'armée d'Asgard, les Ravageurs, le Wakanda et les Sorciers vers la Terre pour combattre Thanos. Thor assiste au sacrifice puis à l'enterrement d'Iron Man. Plus tard il lègue à Valkyrie la charge de diriger les Asgardiens puis part avec les Gardiens de la Galaxie.
- Loki (2021, série télévisée), avec Chris Hemsworth.
- What If...? (2021-2023, série télévisée d'animation), avec Chris Hemsworth.
- Thor: Love and Thunder (2022) de Taika Waititi, avec Chris Hemsworth.

### Jeux vidéo
Thor apparaît dans deux jeux vidéo de combats de la série Marvel vs. Capcom qui oppose des personnages du développeur japonais Capcom à des personnages de Marvel Comics.
- Dans Marvel vs Capcom: Clash of the Super Heroes (1998), Thor est un personnage non-joueur qui peut être choisi pour assister le joueur[94],[95] ; il est doublé en version originale par Rod Wilson.
- Dans Marvel vs. Capcom 3: Fate of Two Worlds (2010), Thor est un personnage joueur, doublé en version originale par Rick D. Wasserman[94],[96].
- Dans Marvel: Ultimate Alliance (2006), Thor est un personnage joueur, doublé en version originale par Cam Clarke[97]. Dans sa suite, Marvel: Ultimate Alliance 2 (2009), il est doublé en version originale par Jim Cummings[97].

La série télévisée The Super Hero Squad Show (2009-2011) a eu trois adaptations en jeux vidéo : Marvel Super Hero Squad (2009), Marvel Super Hero Squad: The Infinity Gauntlet (2010) et Marvel Super Hero Squad Online (2011). Dans les deux premiers, Thor est doublé en version originale par David Boat, qui est également son doubleur pour la série télévisée. Dans le jeu en ligne, il est possible d'incarner Thor ou la Valkyrie, de découvrir le royaume d'Asgard et d'affronter des créatures mythiques comme les trolls des roches et les démons du feu.
En 2011, la sortie du film Thor s'accompagne du jeu vidéo Thor: God of Thunder. L'acteur Chris Hemsworth, qui incarne Thor dans le film, double le personnage,.
Thor est également jouable dans le MMORPG Marvel heroes (2015) ; l'un de ses costumes est l'apparence de Beta Ray Bill.
En 2020, il est disponible comme personnage jouable dans le jeu Fortnite.